# Instituto de Cardiologia do Rio Grande do Sul

O Instituto de Cardiologia do Rio Grande do Sul, cujo nome oficial é Instituto de Cardiologia - Fundação Universitária de Cardiologia (IC-FUC), é um importante centro de assistência médica, ensino e pesquisa especializado na área de cardiologia localizado em Porto Alegre, capital do estado brasileiro do Rio Grande do Sul.
Uma instituição de natureza privada e filantrópica, o IC-FUC está sediado na Avenida Princesa Isabel, n° 395, no bairro Santana, onde funciona o principal hospital de sua rede, vinculado à Universidade Federal de Ciências da Saúde de Porto Alegre (UFCSPA) como hospital de ensino. Os outros cinco hospitais sob sua gerência são: o Hospital de Caridade de Viamão, o Hospital de Alvorada, o Hospital Padre Jeremias em Cachoeirinha, o Hospital Regional de Santa Maria e, desde 2009, o Instituto de Cardiologia do Distrito Federal (ICDF), que opera dentro do Hospital das Forças Armadas (HFA), em Brasília.

## História
O IC-FUC nasceu de um projeto concebido pelo médico e professor universitário Rubem Rodrigues (1924-2002), o qual criou, em 1966, a Fundação Universitária de Cardiologia (FUC) dentro da disciplina homônima da então Faculdade Católica de Medicina (hoje UFCSPA), com o objetivo de fomentar o ensino, incentivar a pesquisa acadêmica e prestar serviço médico para a população na área cardiológica.
No ano seguinte, em 1967, a FUC obteve acordo de cooperação e autorização do então Departamento Estadual de Saúde para gerir o Instituto de Cardiologia do Rio Grande do Sul, na época um ambulatório público que operava com limitações em uma casa antiga da Avenida João Pessoa. Assim, a partir da junção das duas instituições, criou-se o IC-FUC, que se tornou pioneiro na Região Sul e uma referência nacional no tratamento de doenças cardiológicas em crianças e adultos.
Em 1969, ergueu-se o primeiro prédio no terreno da Avenida Princesa Isabel, cuja estrutura foi desde então ampliada consideravelmente. Em 2013, o governo estadual doou o terreno para o IC-FUC.